# Bombarnac Klaudius
A Bombarnac Klaudius (eredeti címe Claudius Bombarnac, magyarul megjelent még Bombarnac Claudius címmel) Jules Verne regénye. A regényt először a Le Soleil folyóirat közölte folytatásokban 1892. október 10. és november 21. között, majd Verne kiadója, Pierre-Jules Hetzel adta ki könyvként.
Vernét barátja, Paul Nadar francia fotós képei és történetei inspirálták regényének írására.
Verne eltúlozza, néhány esetben egyszerűen kigúnyolja regény összes szereplőjét. A történetet elmesélő francia Klaudius Bombarnac hírlap-tudósító, aki tudálékosan jegyzi meg az út minden állomása kapcsán, hogy nincs ideje megnézni a várost, pedig írna róla. Itt ismét elmulasztottam reporteri kötelességemet és semmit se láttam. Mentségemül szolgáljon, hogy nincs is semmi látnivaló (XV. fejezet). A szenzációként leadott híreiről, tudósításairól vagy az derül ki, hogy azok már rég ismertek, vagy tévesek.
A két francia színész szinte minden történéshez ismer egy odavágó áriát, jelenetet, színdarabot. Az angol olyan felsőbbrendűség tudattal bír, hogy a könyvben szavát nem lelni, nincs az az esemény, ami kizökkentené, számára a Brit Birodalmon kívül nincs élet. A német báró harsány, tapintatlan, és nem eszik, hanem zabál. Megkapja a magáét Verne-től az életmód-tanácsadás is, a könyv elején még vegetáriánus étket fogyasztó kínai bölcs a regény végére már csak napi egy tojássárgát eszik.

## Tartalom
A könyv címadója, Klaudius Bombarnac a XX. század folyóirat utazó riportere, aki azt a feladatot kapja, hogy utazza végig a Uzun-Ada–Peking-vonatutat. A vonat első osztályán számos nemzet tagjai utaznak. A riporter reménykedik, hogy lesz olyan rendkívüli esemény, amely hírnevet hoz számára. Az út során érintett városokat az ott tartózkodási idő miatt csak röviden mutatja be Bombarnac (és Verne is). A szerelvényükhöz egy előkelő mandarin gyászkocsiját is csatolják, ám erről kiderül, hogy nem az, aminek mondják. A vonatot támadás is éri kínai területen, de azt a gyászkocsi őrei a vonattársaság egyik vonaton utazó igazgatója vezetésével visszaverik. A vonaton egy potyautas is Peking felé tart. Már majdnem célba ér a szerelvény, amikor váratlanul egy félig megépített híd felé tart teljes sebességgel… Természetesen a végén a jók elnyerik jutalmukat, a rosszak meg megbűnhődnek.
|  | Alább a cselekmény részletei következnek! |

Fejezetekre bontott részletes cselekmény.
1. A Tiflisbe érkező Klaudius Bombarnacot, a XX. század folyóirat utazó riporterét arra utasítja szerkesztője, hogy vegyen részt a Kaspi-tenger keleti partjáról Pekingbe tartó vonatúton és számoljon be tapasztalatairól. Bombarnac sajnálkozik, ahelyett hogy három hetet töltene a városban és azt részletesen bemutathatná az olvasóknak, aznap Bakuba kell utaznia, hogy elérje a kijelölt vonatot.
2. A vonaton megismerkedik Fulk Ephrinellel, egy amerikai utazóügynökkel. Az amerikai üdvözli a vasúti utazást, Bombarnac nosztalgiával gondol a régi lovaskocsis időkre. Hajnalra Bakuba érnek.
3. Miközben Ephrinell málháinak hajóra szállítását végzi, Bombarnac sajnálkozik, ahelyett, hogy részletesen bemutathatná Bakut az olvasóknak, csupán pár órája jut erre. Megtudjuk, hogy Ephrinell mű-fogakkal kereskedik, ezeket szállítja és adja el Kínában. Az Asztrana gőzös időben kifut, Bombarnac szivarra gyújt, majd azt a tengerbe dobja, ami magas nafta tartalma miatt lángra kap, a kapitány roppant bosszús.
4. A hajón Bombarnac megismerkedik az angol Bluett Horácia kisasszonnyal, aki szintén utazó ügynök, a kínaiak haját vásárolja fel nagy tételben póthaj készítés céljára. A hajó utasa az orosz Noltitz orvos őrnagy, egy francia pár, Adolphe és Caroline Caterna és egy kínai ifjú tanítójával. Az éjszakát a hajófedélzeten töltő Bombarnac felfedez egy Pekingbe tartó küldeményt is Klork Czinka kisasszony részére. A ládából jövő tüsszentés elárulja, hogy ember rejtőzik odabent. Megérkeznek Ázsiába, Uzun-Adába, ahonnan a vonat indul.
5. Az utasok elfoglalják helyüket a vonaton (mozdony, szeneskocsi, poggyászkocsi, három első osztályú kocsi, étkező kocsi, négy másodosztályú kocsi és teherszállító vagon), amely végighalad a Grand Transaziatik vonalán. Az út 13 napig tart, a szerelvényért az orosz Popov felel. Az összes eddig névvel megismert szereplő a vonat utasa, beleértve a német Weißschnitzerdörfer bárót is. Az ő célja 39 nap alatt körbeutazni a Földet. Természetesen a Czinkának szánt küldemény is felkerül az első poggyászkocsiba.
6. Elindulnak. Bombarnac végigjárja a kocsikat, majd a táj sivárságáról és a vasútvonal építéséről elmélkedik. Kiderül az ifjú kínai neve: Pan-Sao, a kísérőjé Tio-King és a francia pár foglalkozása: színészek. Az említésre érdemes utasok közé kerül Sir Francis Trevellyan of Trevellyan-Hall, az előkelő, szótlan angol úr is.
7. Az első megálló Kizil-Arvat, Bombarnac sajnálkozik, ahelyett, hogy részletesen bemutathatná a várost az olvasóknak, csupán pár órája jut erre. Noltitz őrnagy ajánlkozik idegenvezetőnek, a város helyett a vasút építésének részleteit ismerhetjük meg. Miután a vonat továbbindul, Bombarnac kivárja az éjszaka közepét, hogy kifigyelje, ki a Pekingbe feladott csomag lakója, de tervét Popov váratlan felbukkanása meghiúsítja.
8. Kora reggeli megálló Dusakban, Bombarnac Noltitz őrnaggyal beszélget arról, hogy Kínában kínai személyzettel halad majd a vonat. Noltitz megnyugtatja Bombarnacot, hogy a kínaiak is jól értenek a vonathoz, és biztonságban is lesznek, mert a vonat-társaság megállapodott több rablócsapattal a békés áthaladásról, beleértve a hírhedt Ki-Csang bandáját is. A vonathoz egy, a teheráni szárnyvonalról érkezett kocsit csatolnak. Ez szállítja haza Yen-Lu főmandarin tetemét, hat perzsa ügynök védelme alatt. Itt száll vonatra a mongol Faruszkiar úr és kisérője, Ghangir is.
9. A tovább lendülő vonaton Ephrinell és Bluett egyre több időt tölt együtt. Kiderül, hogy Tio-King kedvenc olvasmánya Cornaro Lajos tudományos műve a hosszú és egészséges életről. Megtudjuk, hogy a francia színészházaspár a sanghaji francia színházhoz tart.
10. A vonat Mervben hét órát tölt, Bombarnac ismét Noltitz őrnagy társaságában indul a város felfedezésére, amely nem kínál túl sok látnivalót. A szerelvény négy kilométeres fahídon halad át az Amu-darja folyó felett.
11. Bokharába fut be a vonat. A vonat csak öt órát áll az állomáson, a város messze esik az állomástól, ezért Bombarnac sajnálkozik, ahelyett, hogy részletesen bemutathatná a várost az olvasóknak, csupán pár órája jut erre. A vonaton elköltött reggeli közben Pan-Sao tanítóját, Tio-Kinget kérdezi Cornaro evésről vallott nézeteiről, majd homlokegyenest ellenkezőként cselekszik. A többiek arról elmélkednek, hogy jól döntött az kínai uralkodó, amikor az oroszokkal kötötte össze a vasútját és nem Indián át az angolokkal.
12. Szamarkandba fut be a vonat, Bombarnacnak öt órája van, hogy azt megismerje. Noltitz őrnagyon kívül Vaternáék is csatlakoznak hozzá. Amíg a többi város leírása pár oldalnyi, Szamarkand egy teljes fejezetet kap Vernétől.
13. A Szamarkandtól Taskendig tartó éjszakai úton Bombarnac kilesi a poggyászkocsiban utazó csomag titkát, összeismerkedik a román Kinko-val, aki barátjával adatta fel magát poggyászként, hogy szerelméhez, Klork Czinkához utazzon Pekingbe. Bombarnac támogatásáról biztosítja Kinkot, aki leginkább attól tart, hogy a kínai határ átlépésekor leleplezik.
14. Taksendben a vonat épp, hogy csak megállt, ellenben Khodsendben három óra állt Bombarnac rendelkezésére a város felfedezésére. Caternáék apróbb előadással szórakoztatják az első osztály utasait.
15. A vonat lassan a Pamír fennsíkján halad, eseménytelenül. Az utasok a megváltozott tájban gyönyörködnek. Éjszaka vészfékezésre ébrednek, az utolsó két kocsi leszakadt a szerelvényről, az egyik a Yen-Lou mandarin hamvait szállító kocsi. Végül nem kell sokat visszatolatniuk, épségben megtalálják a kocsikat. Mindenkinek feltűnik, hogy Faruszkiar milyen erősen részt vett a probléma elhárításában.
16. Késve érkeznek Kasgarba, az első kínai városba, ahol megtörténik az útlevelek ellenőrzése. Amíg várnak a formaságok elvégzésére, megismerjük a kínai Turkesztán történetét. A vizsgálatnál kiderül, hogy Faruszkiar a Grand-Transaziatik egyik igazgató-tanácsosa. Weißschnitzerdörfer báró, aki a regény folyamán szinte mindig az utolsó pillanatban kapaszkodik fel az induló járműre, most az útlevelét nem találja. A perzsa őrséget kínai váltja a mandarin testés szállító kocsinál. És az utolsó pillanatban Weißschnitzerdörfer útlevele is előkerül.
17. A vonat halad, csupán szenet s vizet vételezni áll meg rendszeresen. Az egyik állomáson sürgöny várja Bombarnacot. Kiadója küldte, az áll benne, hogy Párizsban már nyolc napja tudják, hogy nem mandarin holttestét szállítják a vonaton, hanem tizenöt millió értékű császári kincset.
18. Bombarnac figyelmetlensége miatt mindenki megtudja a titkot. Ephrinell és Bluett elhatározza, hogy összeházasodik – még a vonaton. Egyik tanúnak Bombarnacot kérik fel. A Kasgarban felszállt Morse atya adja majd össze őket.
19. Megkezdődik az esküvő, de nem fejeződik be, a vonat vészfékezéssel áll meg, mert a síneket felszedték.
20. A síneket Ki-Csang bandája szedte fel, meg is támadják a vonatot. Ám az utasok az e célra tárolt és most szétosztott fegyverekkel jól védik magukat. Helyzetük kezd rosszra fordulni, de Faruszkiar megtámadja és megöli a rablók vezérét, Ki-Csangot.
21. A síneket inkább az utasok teszik a helyükre vissza, mintsem megvárnák a távolból érkező kínai segítséget, így is harminc órás késésbe kerülnek. A világ körüli úton levő Weißschnitzerdörfer báró számára ez azt jelenti, hogy lekési a Yokohamába tartó hajóját.
22. Befejezik a megkezdett esketést. Számos apró állomáson haladnak át, némelyiknél szenet és vizet vételeznek. Az utazók ismét a megszokott körülmények közt töltik idejüket. Szu-Cseu-ból Bombarnac megtáviratozza lapjának a támadást, annak visszaverését és Faruszkiar dicső szerepét.
23. Bombarnac ismét beszél Kinko-val, aki már nagyon várja Pekingbe érkezésüket. Lan-Cseu városát fedezi fel a három francia, amíg a szerelvény parancsot vár Pekingből a kincses-kocsival kapcsolatban.
24. Bombarnac ismét felkeresi Kinkot a rejtekhelyén, de megzavarja őt Faruszkiar és Ghangir. Ők azért jöttek ide, hogy meggyőződjenek arról, hogy a vonatot sikerrel eltérítették a nankingi szárnyvonalra, ahol hamarosan egy épülő hídhoz érnek. Amikor erről megbizonyosodtak, megölik a mozdonyvezetőt és a fűtőt.
Kinko kitör a ládájából, Bombarnackal a mozdonyhoz mennek. Kinko a mozdony túlfűtésével és a biztonsági szelep kiiktatásával akarja felrobbantani a mozdonyt, így elkerülni a félkész hídról való lezuhanást, mert fék nem használható. Bombarnac a szerelvény vége felé futva riasztja az alvókat.
A mozdony felrobban, a szerelvény a híd előtt kétszáz méterrel megáll.
25. Bombarnac úgy véli, a Kinko a mozdonnyal együtt felrobbant, ezért nem szól a potyautasról. Faruszkiar eltűnt, valószínűleg hiába várja a völgyben a tizenötmilliót. Tartalék mozdony viszi a szerelvényt Pekingbe. Weißschnitzerdörfer negyed órával kési le hajója indulását.
26. Bombarnac felkeresi Zinca Klorkot, de képtelen elmondani, hogy Kinko vélhetően halott. Szerencséjére, mert Kinko ládáját épp végszóra szállítják ki. Kinko türelmetlenül kiugrik, ami hiba, mert gyanússá lesz ezzel, letartóztatják.
27. Bombarnac elmondja a többi utasnak, hogy Kinko-nak köszönhetik életüket. Pan-Sao vezetésével bíróságra mennek, ahol elérik Kinko szabadon bocsátását. Ephrinell és Bluett üzleti okok miatt elválik. Weißschnitzerdörfer báróra még vár két hajó lekésés, egy hajótörés, egy vasúti katasztrófa, így 39 helyett 187 nap alatt kerüli meg a Földet. Sir Francis Trevellyan de Trevellyan-Hall a regényben nem szólal meg. Kinko és Czinka összeházasodik.
Bombardacot lapja táviratban dicséri meg és kéri, hogy továbbítsa a lap szerencsekívánatait a hős Faruszkiar úrnak.
|  | Itt a vége a cselekmény részletezésének! |

## Szereplők
- Klaudius Bombarnac, a párizsi XX. század bordeauxi származású riportere,
- Fulk Ephrinell, amerikai, korai harmincas éveiben jár, a Maison Strong Bulbul and Co. (New York). cég üzletkötője,
- Bluett Horácia, angol, a londoni Maison Holmes-Holme üzletkötője,
- Weißschnitzerdörfer báró, német, 39 nap alatt akarja a Földet körbeutazni,
- Noltitz őrnagy, orosz katonaorvos,
- Adolphe Caterna, francia, harmincas, komikus, színész, felesége Caroline Caterna,
- Caroline Caterna, francia komika, Adolphe Caterna felesége, még nincs harminc,
- Popov, orosz vonat-vezető a Grand-Transasiatique alkalmazásában,
- Pan-Sao (25), gazdag kínai
- Tio-King doktor, Pan-Chao kísérője, 50-55 éves, Luigi Cornaro tanainak és könyvének lelkes híve,
- Sir Francis Trevellyan de Trevellyan-Hall, Trevellyanshire, angol
- Kinko (25), román kárpitos, szerelméhez tart Pekingbe
- Faruszkiar, mongol, a Grand-Transasiatique igazgatója,
- Ghangir (40), Faruskiar kísérője,
- Zinca Klork (22), román divatáru készítő, aki Pekingben Kinko-t várja,
- Yen-Lou, halott mandarin,
- Ki-Csang, kínai, banditák vezetője,
- Morse Nathániel, amerikai pap Bostonból,
- Kardek, kínai bandita

## Érdekességek
- A regény írásakor (1892) még a Transz-Kaszpi vonal is építés alatt volt, a kínai vasúttal történő összekötésről szó sem volt.
- Az ősi Merv és a mai Mervtől (mai nevén: Mary) húsz kilométerre keletre található, a regényben az új várost látogatja meg Bombarnac és Noltitz őrnagy.
- A színész Catena-pár nagyon hasonlít a César Cascabel regénybéli Cascabel-párra, temperamentumban, megjelenésben.
- Noltitz őrnagy orosz katona épp úgy, mint Sztrogof Mihály, megjelenésük is hasonló. Sztrogof Mihály kapcsán mondja Caterna: Én pedig a Chatelet szinházban [láttam], Strogoff Mihály-ban., valóban volt ilyen előadás. Amiensben 1882 és 1990 között 53 alkalommal adták elő a regény színpadi változatát.[2]
- Weisschnitzerdörfer báró a 80 nap a Föld körül regény hősének, Phileas Foggnak paródiája.
- Akadnak, akik úgy vélik, Bombarnac Klaudiust Verne magáról formázta.
- És ha majd egykor e tágas medencze az elpárolgás következtében ki fog száradni, a fövenymederben épülendő vasut miért ne tenné lehetővé, hogy a vonatok átrakodás nélkül közlekedhessenek Baku és Uzun-Ada közt? (III. fejezet) - írta a Kaszpi-tengerről 1892-ben Verne.
- Verne a ládában utazás ötletét a valóságból merítette, ahogy meg is írja: 1889-ben, 1891-ben és 1892-ben egy osztrák szabó, Zeitung Herman, egy ládában utazott Bécsből Parisba, Amsterdamból Brüsszelbe és Antwerpenből Krisztiániába, meg egy barcelonai mátkapár is, Anglora Errés és Flora, szintén egyazon ládában utazott Spanyolországon és Francziaországon keresztül. (VII. fejezet)
- Különösen egy nemzeti levest ettünk, a mely aludt tejből készül és «borsts» a neve. Ezt a levest bizonyára nem fogom ajánlani a «XX. Század» inyenczeinek. (X. fejezet)
- Néhol Rejtő Jenőt idéző párbeszédek:

- Nem tudja, ki ez a német?

- Weisschnitzerdörfer báró.

- És ezzel a névvel Pekingig akar utazni? (IV. fejezet)
- Klork Czinka Pekingben a Sa-Kua sugárúton lakik épp úgy, mint az Egy kínai viszontagságai Kínában Verne-regény hőse, Li-u, Kin-Fo jegyese. A francia kiadásban mindkét könyvben a „Cha-Coua“ sugárút szerepel, aminek a fordítása ebben a könyvben „Sa-Kua“, az Egy kínai viszontagságai Kínában című regényben pedig „Csakua“.
- Vernét lenyűgözte, hogy Amerikában milyen egyszerű a házasságkötés, ezért adja össze a vonaton Ephrinellt és Bluettet. És Pekingben már válnak is, amerikai módon. Ahogy Az arany meteor (1908) két hőse,  Seth Stanfort és Arcadia Walker, akik szintén összeházasodnak és elválnak.
- Nellie Bly (1864-1922) amerikai utazó, feltaláló, gyáros. 1889-ben 72 nap alatt utazta körbe a Földet, egyértelműen a 80 nap a Föld körül Verne könyv inspirálására. Nevét többször is megemlítik ebben a regényben, amikor Weißschnitzerdörfer báróról esik szó.
- Cornaro Lajos (Alvise Corner, Luigi Cornaro, 1464/1467 - 1566) nemes velencei szerző négy traktusból álló könyvet írt Hogyan éljünk száz évet - Beszélgetés a józan életről címmel, amelyben dicséri a józan élet előnyeit.

1. beszéd: Az egészséges és mérsékelt életről
2. beszéd: Az egészségtelen alkotmány orvoslásának legbiztonságosabb módszere
3. beszéd: A teljes boldogság élvezési módja idős korban
4. beszéd: Felszólítás egy józan és rendszeres életre a nagy kor elérése érdekében

## Ujfalvyné-Bourdon Mária
Ujfalvyné utazási irataira öt alkalommal is hivatkozik Bombarnac, azaz Verne. A hölgy Ujfalvy Károly Jenő feleségeként vett részt 17 hónapos Közép-ázsiai kutató úton, ahol titkári teendőket látott el, fényképezett. Az útról népszerű útleírást jelentetett meg. Az utazási beszámolóra jellemző, hogy megveti, lenézi a helyi embereket, vallásuk hindu, muzulmán), etnikai hovatartozásuk kirgiz, chuprassis, kasmír) vagy betegségük (lepra) miatt.
Ujfalvy utazása Páristól Szamarkandig füzetről füzetre érdekesebb és vonzóbb ; most a 15—18 ig füzet jelent meg. Ezekben Ferganah vidékével, Taskenddel s az utazás végpontjával ismerkedünk meg vonzó előadásban, eredeti rajzokban. Ujfalvyné-Bourdon Mária asszony ez érdekes utazási müvének magyar kiadása igen jó gondolat volt Révai-testvérektől s a vállalat megérdemli, hogy mennél szélesebb körben terjed
jen el. Egy-egy lüzet ára 30 kr.

## Transz-Kaszpi vasút
Oroszország 1879–1885 közt hódította meg a Kaszpi-tenger keleti partján fekvő területet. A döntő csatát 1880. decemberében Geok Tepe erődítményénél vívta meg a hatezres támadó orosz sereg és az erődöt védő huszonötezer türkmén. Az oroszoknak sikerült aláaknázni az erődöt, és így betörni és győzelmet aratni.
Az első terület megszerzését követően megkezdték a vasút építését Aşgabat on át Mary irányába. A kiinduló pont Uzun-Ada volt, de rövid időn belül átkerült Krasznovodszkba, mert az ottani kikötőbe mélyebb merülésű hajók is ki tudnak kötni.
A vasút folyamatosan épült, sorra fűzte fel a térség fontos városait: Mary (1886), Bukhara, Szamarkand (1888), Taskent (1898) és Andijon (1898). Az Amu-Darja feletti híd 1901-re készült el végleges formájában, addig ideiglenes hidon történt a közlekedés, amit az áradás rendszeresen elsodort. Vasúti komp először 1905-ben közlekedett Baku és Krasznovodszk között. És végül 1906-ban az orosz vasút elérte Taskentet, itt csatlakozott a Transz-Kaszpi vonalhoz.
Az építkezéseket orosz katonák irányították. A regényben is többször megemlítik Mihály Nyikolájevics Annenkoff (1835-1899) tábornokot. Ő vezette a terület meghódítását, ő lett Türkmenisztán fő kormányzója. Joseph Nyikolájevics Livcsák mérnök alkotta sínfektető-gépet ezen az építkezésen fejlesztették tökélyre.

## Magyar kiadások
- Magyar Kereskedelmi Közlöny fordította dr. Bányai Elemér, illusztráció: Vedrődi István
- 1894, Franklin-Társulat, fordította: Huszár Imre
- 1907, Vass József Könyvkiadóhivatala[7]
- 1909, Franklin-Társulat, fordította: Huszár Imre[8]
- 2004, Unikornis, ISBN 963-427-509-5, fordította: Bányai Elemér[8]